# Tauzin et Cie
Tauzin et Cie war ein französischer Hersteller von Automobilen.

## Unternehmensgeschichte
Das Unternehmen aus Levallois-Perret begann 1898 mit der Produktion von Automobilen. Der Markenname lautete Tauzin. 1899 endete die Produktion.

## Fahrzeuge
Das einzige Modell war ein Kleinwagen. Für den Antrieb sorgte ein V2-Motor mit 3,5 PS Leistung. Der Motor war je nach Quelle vorne oder hinten im Fahrzeug montiert und trieb über eine Kardanwelle die Hinterachse an. Das Getriebe verfügte über drei Gänge. Die offene Karosserie bot Platz für zwei Personen.